# Aechmea guainumbiorum
Aechmea guainumbiorum är en gräsväxtart som beskrevs av José A. Siqueira Filho och Elton Martinez Carvalho Leme. Aechmea guainumbiorum ingår i släktet Aechmea och familjen Bromeliaceae. Inga underarter finns listade i Catalogue of Life.